# Alfa Monocerotis
Alfa Monocerotis (α Mon / α Monocerotis) è una stella gigante gialla di magnitudine 3,93 situata nella costellazione dell'Unicorno. Dista 148 anni luce dal sistema solare.

## Osservazione
Si tratta di una stella situata nell'emisfero celeste australe, ma molto in prossimità dell'equatore celeste; ciò comporta che possa essere osservata da tutte le regioni abitate della Terra senza alcuna difficoltà e che sia invisibile soltanto molto oltre il circolo polare artico. Nell'emisfero sud invece appare circumpolare solo nelle aree più interne del continente antartico. Essendo di magnitudine 3,9, la si può osservare anche dai piccoli centri urbani senza difficoltà, sebbene un cielo non eccessivamente inquinato sia maggiormente indicato per la sua individuazione.
Il periodo migliore per la sua osservazione nel cielo serale ricade nei mesi compresi fra dicembre e maggio; da entrambi gli emisferi il periodo di visibilità rimane indicativamente lo stesso, grazie alla posizione della stella non lontana dall'equatore celeste.

## Caratteristiche fisiche
La stella è una gigante gialla o arancione, di tipo G9.5III o K0III, a seconda delle fonti prese in considerazione; possiede una magnitudine assoluta di 0,7 e la sua velocità radiale positiva indica che la stella si sta allontanando dal sistema solare.